# Pinzolo
Pinzolo település Olaszországban, Trento megyében. Lakosainak száma 3042 fő (2023. január 1.). Pinzolo Carisolo, Dimaro Folgarida, Mezzana, Pellizzano, Stenico, Commezzadura, Ossana, Tre Ville, Giustino és Caderzone községekkel határos.

## Népesség
A település népességének változása:
| Lakosok száma | 3059 | 3045 | 3042 |
|               | 2017 | 2018 | 2023 |